# جولي براون (ممثل)
جولي براون (بالإنجليزية: Julie Caitlin Brown)‏ (و. 1961  م) هي كاتبة سيناريو، ومنتجة أفلام، وممثلة تلفزيونية، وممثلة أفلام، ومغنية، وممثلة مسرحية أمريكية، ولدت في سان فرانسيسكو، بدأت مشوارها المهني سنة 1983.

## وصلات خارجية
- جولي براون على موقع IMDb (الإنجليزية)
- جولي براون على موقع ألو سيني (الفرنسية)
- جولي براون على موقع ميوزك برينز (الإنجليزية)
- جولي براون على موقع أول موفي (الإنجليزية)
- جولي براون على موقع قاعدة بيانات الفيلم (الإنجليزية)
- جولي براون على موقع كينوبويسك (الروسية)